# Melvin Ingram
Melvin Ingram (* 26. April 1989 in Hamlet, North Carolina) ist ein US-amerikanischer American-Football-Spieler auf der Position des Defensive Ends. Er spielte von 2012 bis 2020 für die San Diego/Los Angeles Chargers in der National Football League. Zurzeit steht er bei den Miami Dolphins unter Vertrag.

## College
Ingram besuchte die University of South Carolina und spielte für deren Team, die Gamecocks, von 2007 bis 2011 erfolgreich College Football, für seine guten Leistungen wurde er wiederholt in diverse Auswahlteams berufen. Zunächst als Linebacker aufgeboten, funktionierten ihn die Coaches später zum Defensive End um. Ihm gelangen insgesamt 111 Tackles, 21,5 Sacks sowie drei Touchdowns.

## NFL
Beim NFL Draft 2012 wurde er in der 1. Runde als insgesamt 18. von den San Diego Chargers ausgewählt und kam in seiner Rookie-Saison in allen 16 Spielen zum Einsatz, zwei Mal sogar als Starter.
 2013 zog er sich während der Vorbereitung eine Kreuzbandverletzung zu und konnte nur an den letzten vier Partien der Spielzeit teilnehmen. 2014 konnte er wegen einer Verletzung im Hüftbereich nur neun Spiele bestreiten. 2015 blieb er unverletzt und etablierte sich mit 10,5 Sacks endgültig als Führungsspieler der Defense, und auch 2016 zeigte er gewohnt gute Leistungen. Im Sommer 2017 erhielt er einen neuen Vierjahresvertrag in der Höhe von 66 Millionen US-Dollar mit einer Garantiesumme von 42 Millionen.
Nach einer weiteren hervorragenden Spielzeit, in der ihm im Spiel gegen die Buffalo Bills nach der Sicherung eines Fumbles sogar ein Touchdown gelang, wurde er wie sein Teamkollege Joey Bosa erstmals in den Pro Bowl berufen.
Im Juli 2021 unterschrieb Ingram einen Einjahresvertrag bei den Pittsburgh Steelers. Am 2. November 2021 wurde er für einen Sechstrundenpick im NFL Draft 2022 zu den Kansas City Chiefs getradet.
Am 18. Mai 2022 nahmen die Miami Dolphins Ingram unter Vertrag. Er kam in 17 Spielen zum Einsatz, davon dreimal als Starter, und wurde im September als AFC Defensive Player of the Month ausgezeichnet. Insgesamt verzeichnete er 6,0 Sacks, einen erzwungenen Fumble und zwei eroberte Fumbles. Nach der Saison lief sein Vertrag aus. Gegen Ende der Regular Season 2023 unterschrieb Ingram am 14. Dezember 2023 erneut bei den Dolphins und schloss sich ihrem Practice Squad an.